# Skocznie narciarskie w Szklarskiej Porębie
Skocznie narciarskie w Szklarskiej Porębie – nieistniejące obecnie skocznie narciarskie położone w Szklarskiej Porębie. Istnieją informacje o trzech obiektach: na Hali Szrenickiej,  przy wodospadzie Kamieńczyka (Zackelfallschantze) oraz w Owczych Skałach (Himmelsgrundschantze).

## Skocznia na Hali Szrenickiej oraz przy wodospadzie Kamieńczyka
Pierwsza skocznia w Karkonoszach powstała w 1905 roku na Hali Szrenickiej z inicjatywy powstałego w 1900 roku Schneeschuh Club „Windsbraut” ze Szklarskiej Poręby. Był to terenowy obiekt o punkcie konstrukcyjnym 25 metrów. Wkrótce potem klub przystąpił do budowy poniżej wodospadu Kamieńczyka większego obiektu, o murowanym progu o wysokości 1,5 metra i punkcie konstrukcyjnym 32 metry. Do czasu oddania do użytku skoczniu w Owczych Skałach była to największa karkonoska skocznia. Dość szybko obiekt ten stał się niewystarczający, wobec czego podjęto decyzję o budowie kolejnej skoczni.

## Skocznia w Owczych Skałach
Decyzja o budowie skoczni zapadła około 1930 roku. Generalnym inwestorem była gmina Szklarska Poręba przy wsparciu licznych towarzystw narciarskich. Obiekt powstał na terenie zwanym Himmelsgrund, na północnych stokach góry Przedział (1063 m n.p.m.). Autorem projektu i kierownikiem robót został miejscowy architekt Willibald Prüfer, a jej projekt i parametry zatwierdziła komisja techniczna Deutsches Ski Verein. Prace budowlane przeprowadzono w latach 1930-1931, a ich koszt wyniósł około 50.000 marek. Oprócz samej konstrukcji skoczni powstały jeszcze: wieża sędziowska oraz trybuny na 2.000 widzów.

Pierwsze skoki na obiekcie oddano jeszcze podczas budowy, w sezonie zimowym 1930/31; umożliwiły one korektę profilu skoczni. Natomiast pierwsze zawody miały tu miejsce w lutym 1932 roku, kiedy to odbyto konkurs skoków do kombinacji norweskiej. Najdłuższy osiągnięty wówczas rezultat wyniósł 53,5 metra.
Z czasem tereny wokół skoczni wzbogaciły się o trasy do biegów narciarskich, planowano również budowę nieopodal stadionu łyżwiarskiego. Planowane inwestycje przeprowadzane były z myślą o kandydaturze Szklarskiej Poręby jako organizatora zimowych igrzysk olimpijskich w 1936 roku. Zawody te ostatecznie zorganizowano w Garmisch-Partenkirchen, a na skoczni w Szklarskiej Porębie w styczniu 1936 roku odbyły się eliminacje do niemieckiej kadry olimpijskiej.

Obiekt przetrwał II wojnę światową, wykazując konieczność napraw i remontów. Po włączeniu tych terenów do Polski przemianowano go na „Skocznię w Owczych Skałach”. Pierwsze duże zawody rozegrano w marcu 1949 roku, a na ich starcie stanęli m.in. Stanisław Marusarz, Jan Kula, Józef Daniel Krzeptowski, Władysław Tajner, Antoni Wieczorek, Jakub Węgrzynkiewicz. W konkursie zwyciężył Tadeusz Jankowski, skacząc na odległość 44,5 i 44 metrów. Natomiast w 1956 roku  Szklarska Poręba gościła mistrzostwa Polski w skokach narciarskich. W rozegranym w dniu 19 lutego konkursie zwyciężył Władysław Tajner (60,5 i 62 metry) przed Romanem Gąsienicą Sieczką (60 i 61 metrów) oraz Aleksandrem Kowalskim (dwa skoki po 57,5 metra). 

W 1956 roku obiekt poddano przebudowie, w wyniku której podniesiono punkt konstrukcyjny do 68 metrów. Natomiast w latach 70. XX wieku po jego zachodniej stronie wybudowano mniejszy obiekt, pozwalający oddawać ponad 30-metrowe skoki. W 1973 roku na skoczni w Owczych Skałach zorganizowano konkurs, w którym miał skakać Wojciech Fortuna. Ostatecznie aktualny mistrz olimpijski nie wystąpił, a zawody wygrał Stanisław Gąsienica-Daniel, ustanawiając rekord skoczni - 65,5 metra.

Ostatnim gospodarzem obiektu był Ośrodek Sportu i Rekreacji z Jeleniej Góry. W wyniku zaniedbań konserwatorskich oraz naruszenia konstrukcji przez wichurę konieczne było rozebranie skoczni, co nastąpiło w połowie lat 70. XX wieku.